# Ulpiano Muñoz Zapata
Ulpiano Muñoz Zapata  (Nava del Rey, Valladolid, 1841 – Oviedo, Asturias, 1921) fue un maestro de obras español que trabajó en Asturias.

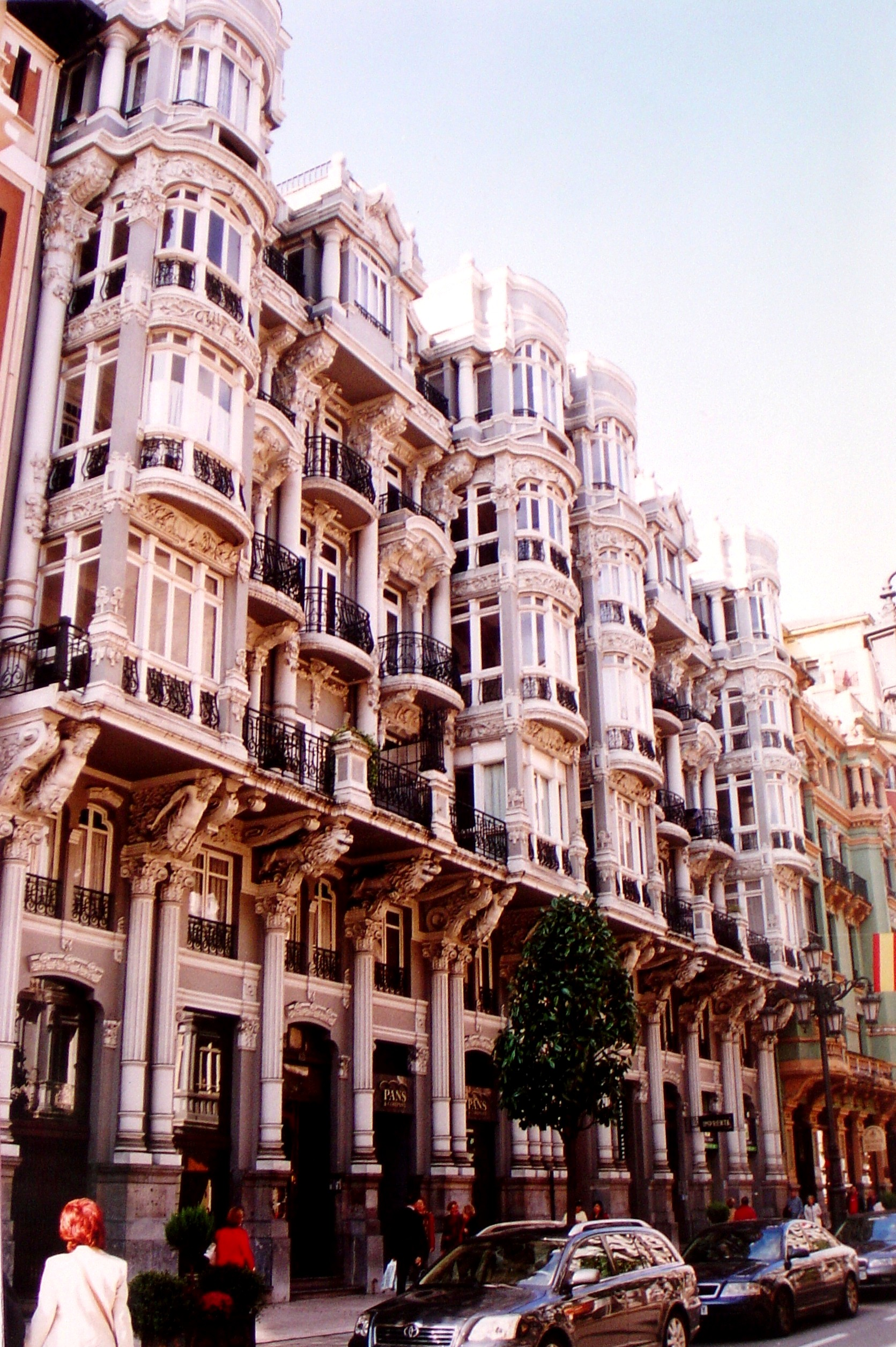
Casas del Cuitu en la Calle de Uría, Oviedo.

## Biografía
Nació en Nava del Rey, Valladolid, en 1841. Realizó sus estudios y se tituló como maestro de obras en la Escuela Provincial de Bellas Artes de Valladolid el 25 de agosto de 1863. Nombrado interventor del Estado en Ferrocarriles, en 1885 fue destinado a Oviedo, si bien fue declarado cesante al año siguiente. Esto le llevó en 1886 a presentarse y ganar el concurso-oposición convocado para cubrir la plaza de auxiliar del arquitecto municipal de esta ciudad, en la que residirá el resto de su vida. Falleció en Oviedo en 1921.

## Actividad constructiva
No hay referencias de sus primeros veinte años de ejercicio profesional previos a su llegada a Asturias, siendo probable que su actividad estuviese vinculada al desarrollo de líneas férreas o al ejercicio como tracista en Castilla. Su obra conocida la desarrolló en Oviedo entre 1887 y 1921, periodo durante el que firma la notable cantidad de 371 proyectos. Entre ellos se incluye una de las obras más singulares del patrimonio arquitectónico ovetense de la primera mitad del siglo XX: las conocidas como Casas del Cuitu, emplazadas en la calle Uría.
Su abundante obra ovetense le convierte en el maestro de obras contemporáneo que mayor actividad desarrolla en esta ciudad y uno de los tracistas más activos de este periodo de entre los radicados en la misma. Simultáneamente, aborda en Gijón otros 84 proyectos entre 1888 y 1921. La obra realizada en esta segunda ciudad se traza mayoritariamente entre 1917 y 1919 —60 proyectos en total—, si bien la mayor parte de estas intervenciones carece de relevancia por tratarse de reformas de pequeña envergadura, siendo por el contrario la veintena de edificios realizados puntualmente entre 1893 y 1913 la que cuentan con mayor interés. Igualmente, consta la presencia de este técnico en Avilés con dos proyectos fechados en 1911 y 1913.
Ulpiano Muñoz Zapata fue el maestro de obras de su época que en mayor medida trabajó con el eclecticismo más exuberante, así como el que más escarceos tuvo con el modernismo, elaborando una característica línea de diseño de tendencia cosmopolita que aparece en muchas de sus intervenciones posteriores a 1900.

## Obras destacadas
Se indica con D los demolidos, con R los reformados y en los aun existentes se consigna la dirección actual. El nombre corresponde al promotor de la obra.
- Edificio de Juan González-Río en la calle Doctor Casal, Oviedo.
- Edificio de Agustín Alvargonzález en la plaza de San Miguel, Gijón. (R)
- Edificio de Demetrio Herrero en la calle Cervantes, Oviedo. (D)
- Edificio en la calle Fruela, Oviedo.
- Edificio de Benito Conde en la calle de la Muralla, Gijón.
- Edificios de viviendas en la calle Fray Ceferino para José Álvarez Santullano (3) y Rafael Argüelles (1), Oviedo.
- Proyecto para José Álvarez Santullano de las Casas del Cuitu, calles Uría e Independencia, Oviedo.
- Edificio de Quirós Hermanos en la calle Libertad, Gijón. (D)
- Edificio de Rafael Plana en la calle Argüelles, Oviedo.
- Edificio de Marino Magdaleno en la calle Fray Ceferino, Oviedo. (R)
- Edificio de Ramón Álvarez Cienfuegos en la calle Cervantes, Oviedo. (R)
- Proyecto de reforma de la Casa de la Ribera, calle San Antonio y plaza de Trascorrales. Oviedo.
- Convento de los PP. Carmelitas en la calle Santa Susana, Oviedo. (D)

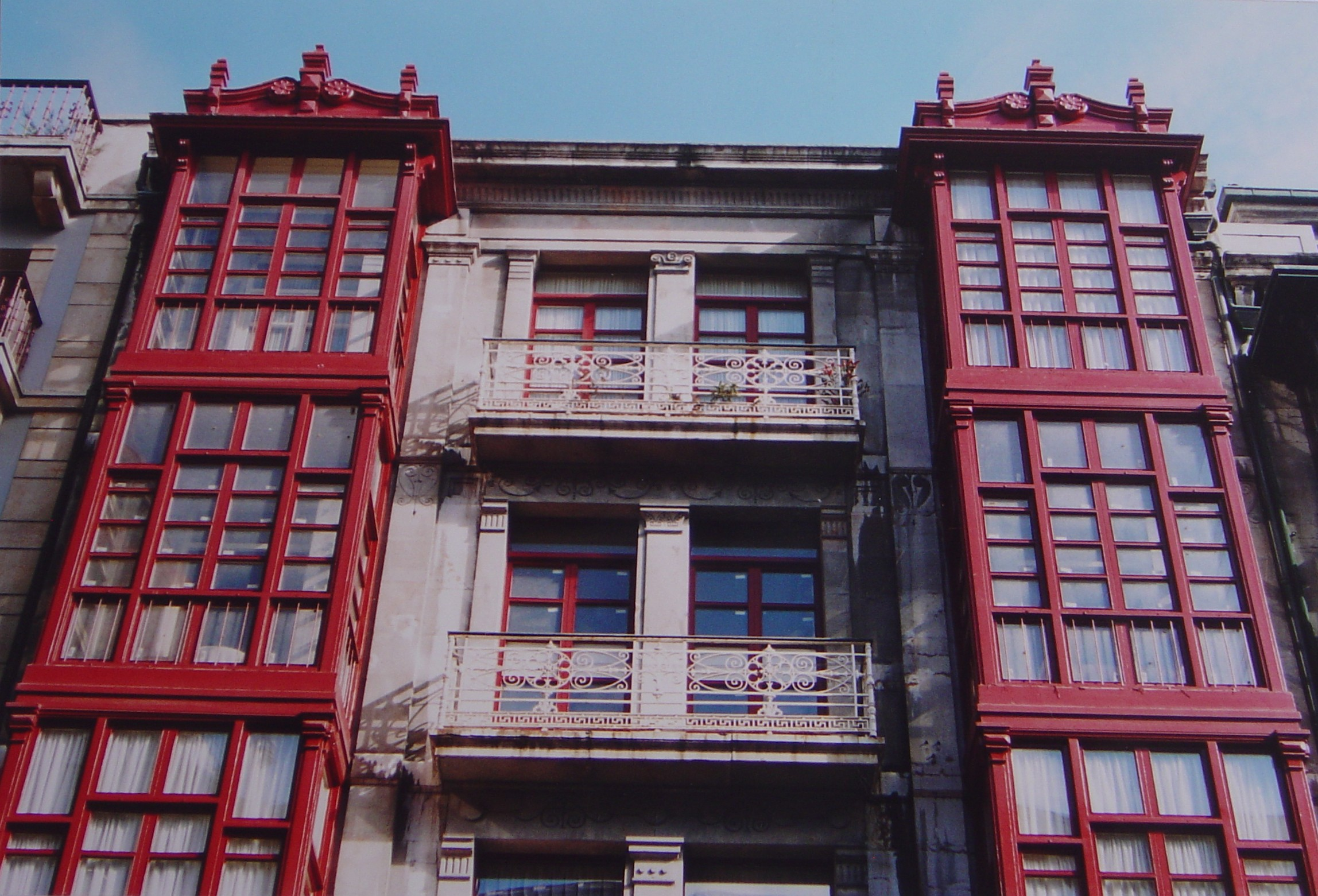
Edificio de viviendas, calle de Fruela, Oviedo.
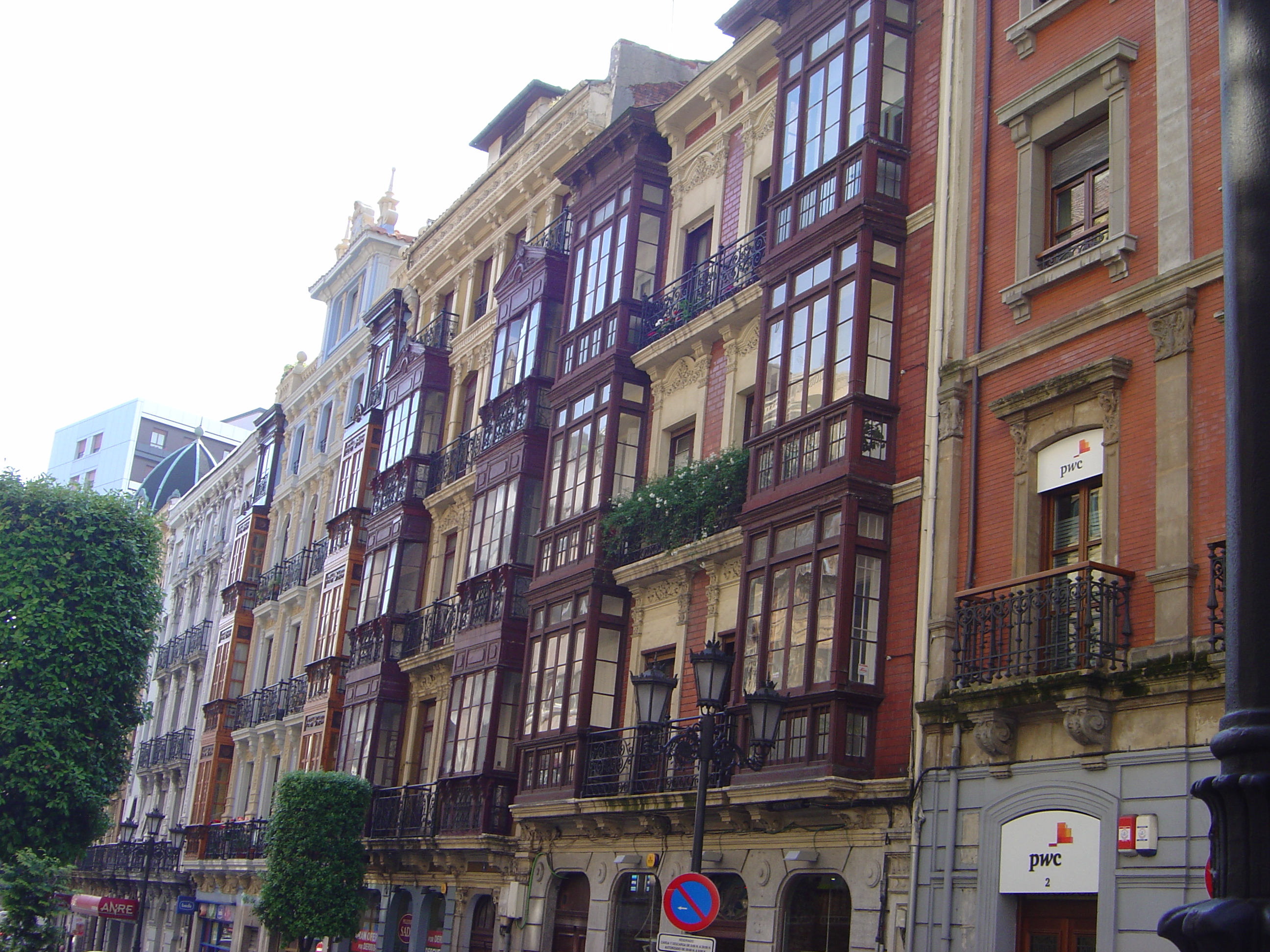
Edificio de viviendas, calle de Fray Ceferino, Oviedo.
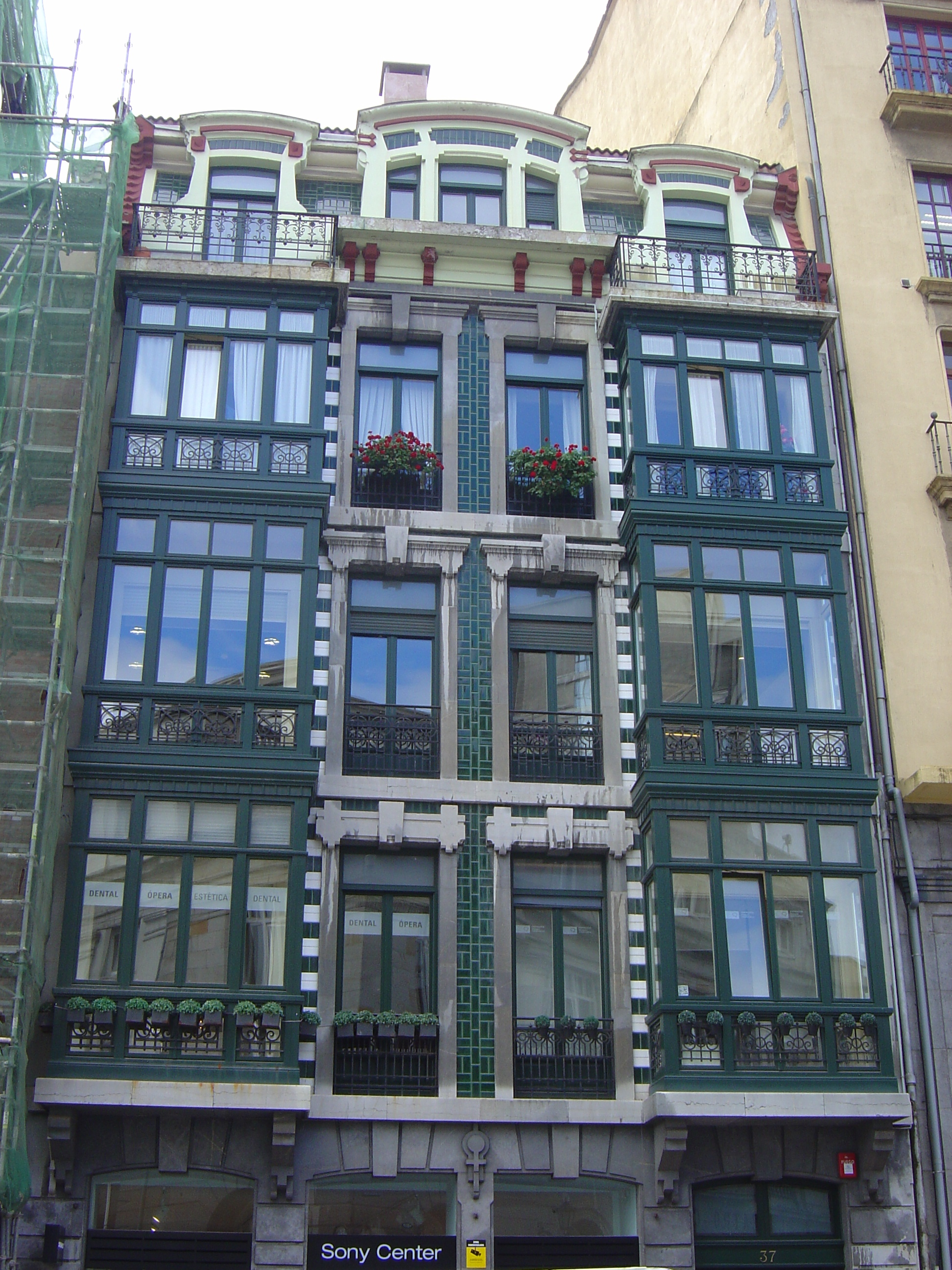
Edificio de viviendas, calle de Argüelles, Oviedo.
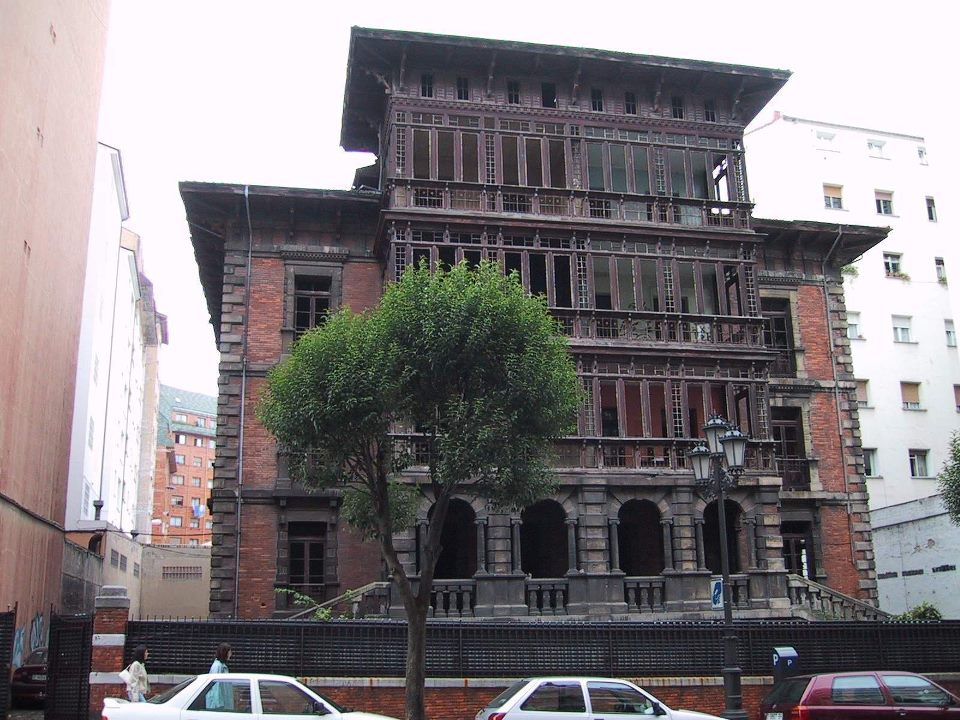
Edificio de Ramón Álvarez Cienfuegos, calle de Cervantes, Oviedo.